# Concepción
Concepción je mesto v Čilu, s 889.725 prebivalci širšega urbanega območja (popis 2002) je drugo največje urbano središče v državi. Leži na obali Tihega oceana v regiji Biobío, približno na polovici Čila gledano od severa proti jugu.
Mesto leži na potresno zelo aktivnem območju. V zadnjih sto letih so ga prizadeli trije hujši potresi, v letih 1939, 1960 in 2010. Potres 27. februarja 2010 je bil eden najmočnejših potresov v zgodovini merjenja sploh in je premaknil celotno območje mesta za približno 3 m.

## Sestrska in pobratena mesta
- Cascavel, Brazil
- Betlehem, Palestina
- Guayaquil, Ekvador
- Rosario, Argentina
- La Plata, Argentina
- Auckland, Nova Zelandija
- Sucre, Bolivija